# Episema pseudoramburi
Episema pseudoramburi är en fjärilsart som beskrevs av Charles Boursin 1955. Episema pseudoramburi ingår i släktet Episema och familjen nattflyn. Inga underarter finns listade i Catalogue of Life.